# 2479 Sodankylä
2479 Sodankylä è un asteroide della fascia principale. Scoperto nel 1942, presenta un'orbita caratterizzata da un semiasse maggiore pari a 2,3877362 UA e da un'eccentricità di 0,1980064, inclinata di 2,92111° rispetto all'eclittica.